# Медаль «За освобождение Пальмиры»
Медаль «За освобождение Пальмиры» — ведомственная награда Министерства обороны Российской Федерации. Учреждена Приказом Министра обороны Российской Федерации от 14 мая 2016 года № 273 в связи с освобождением сирийского города Пальмира.

## Положение о медали
Медалью награждаются:
- военнослужащие Вооружённых Сил Российской Федерации, непосредственно участвовавшие в боевой операции по освобождению Пальмиры Сирийской Арабской Республики (далее — Пальмира);
- военнослужащие и лица гражданского персонала Вооружённых Сил Российской Федерации, принявшие участие в организации и обеспечении боевой операцией по освобождению Пальмиры и руководстве ею;
- другие граждане Российской Федерации и иностранные граждане, оказавшие содействие в решении задач, возложенных на Вооружённые Силы Российской Федерации.

Награждение медалью производится приказом Министра обороны Российской Федерации в порядке, предусмотренном в Министерстве обороны Российской Федерации. Повторное награждение медалью не производится.
Медаль (лента медали) носится на левой стороне груди.

## Описание медали
Медаль — из металла золотистого цвета, имеет форму круга диаметром 32 мм с выпуклым бортиком с обеих сторон.
На лицевой стороне медали: рельефное одноцветное изображение восходящего солнца, обрамленного рельефными надписями: сверху по кругу — «ЗА ОСВОБОЖДЕНИЕ», снизу — «ПАЛЬМИРЫ». В нижней части медали изображение оливковых ветвей, перевязанных лентой.
На оборотной стороне медали: в центре — рельефное одноцветное изображение эмблемы Министерства обороны Российской Федерации (увенчанный короной двуглавый орел с распростертыми крыльями. В правой лапе орла — меч, в левой — дубовый венок. На груди орла — треугольный, вытянутый книзу щит со штоком, восходящим к короне. В поле щита — всадник, поражающий копьем дракона), по кругу — рельефная надпись: в верхней части — «МИНИСТЕРСТВО ОБОРОНЫ», в нижней части — «РОССИЙСКОЙ ФЕДЕРАЦИИ».
Медаль при помощи ушка и кольца соединяется с пятиугольной колодкой, обтянутой шелковой муаровой лентой шириной 24 мм. С правого края ленты оранжевая полоса шириной 10 мм, окаймленная черной полосой шириной 2 мм, левее — желтая полоса шириной 10 мм, окаймленная справа красной полосой шириной 2 мм.

## Семантика
Элементы медали символизируют:
- солнце (символ света, жизни, возрождения), оливковые ветви (символ мира, миролюбия) — освобождение и возвращение Пальмиры к мирной жизни;
- эмблема Министерства обороны Российской Федерации и оранжевая полоса ленты медали, окаймлённая чёрной полосой, — принадлежность медали к системе знаков отличия Вооружённых Сил Российской Федерации;
- жёлтая (символ солнца, богатства, процветания) и красная (символ силы, мужества, доблести) полосы ленты медали — предназначение медали для награждения военнослужащих Вооружённых Сил Российской Федерации, лиц гражданского персонала Вооружённых Сил Российской Федерации, других граждан Российской Федерации и иностранных граждан, оказавших содействие в решении задач, возложенных на Вооружённые Силы Российской Федерации.

## Второй вариант медали
- Второй вариант медали «За освобождение Пальмиры». Вручается как со стороны российского, так и со стороны сирийского командования
- Планка ко второму варианту медали
- Генерал-лейтенант А. П. Лапин в парадном кителе с наградами.
 Медаль «За освобождение Пальмиры» (второй вариант) в нижнем ряду, справа

## Награждённые медалью
Медали «За освобождение Пальмиры» удостоены:
- За концерт, состоявшийся в освобождённой сирийской Пальмире 5 мая 2016 года:
  - Валерий Гергиев — дирижёр симфонического оркестра Мариинского театра[3];
  - его музыканты: Сергей Ролдугин[4] и Павел Милюков[5].

Награждённые вторым вариантом медали «За освобождение Пальмиры»:
- Максим Девятов —  старший сержант, командир отделения 3-й отдельной гвардейской бригады специального назначения;
- Александр Лапин — генерал-лейтенант, начальник штаба группировки войск (сил) РФ в Сирийской Арабской Республике;
- Рустам Мурадов — генерал-лейтенант, заместитель командующего войсками ЮВО, в 2017 году — военный советник в Сирии;
- Сухель Аль-Хасан — бригадный генерал сирийской армии, участник вооружённого конфликта в Сирии;
- За мужество, проявленное при освобождении Пальмиры, медалями награждены ряд военнослужащих бригады спецопераций «Тигр» Сирийской Арабской Армии: командующий БСО «Тигр» полковник Хасан Сухейл[6], военнослужащие: Фуад Хаммуди и Хабиб Фаисал[7].